# Groppodalosio
Groppodalosio è una frazione del comune italiano di Pontremoli, nella provincia di Massa e Carrara, in Toscana.

## Geografia fisica
La frazione è suddivisa in Groppodalosio Superiore e Groppodalosio Inferiore. Groppodalosio superiore ha una superficie di 27 km² mentre Groppodalosio inferiore si estende su 16 km². La vallata, ricca di boschi, venne nominata Valle dell'oro.
Nella frazione passa l'antica via Francigena.

## Monumenti e luoghi d'interesse
Il borgo è noto per il suo ponte romanico in pietra(detto anche ponte della Valle Oscura) che lo congiunge a Casalina. Il ponte di Groppodalosio venne costruito nel 1574 ed attraversa il fiume Magra che segna il confine con Casalina. È lungo 16 metri.